# ديميتريس بابادوبولوس (لاعب كرة قدم)
ديميتريس بابادوبولوس (باليونانية: Δημήτρης Παπαδόπουλος)‏ مواليد 20 أكتوبر 1981 في جاجارين (أوزبكستان) [الإنجليزية]، أوزبكستان، جمهورية أوزبكستان الاشتراكية السوفيتية، الاتحاد السوفيتي، هو لاعب كرة قدم أوزبكستاني دولي سابق كان يلعب كمهاجم. لعب خلال مسيرته 409 مباريات سجل خلالها 112 هدفاً.

## المسيرة الاحترافية

### نادي أكراتيتوس
بدأ حياته المهنية مع نادي أكراتيتوس في عام 1999، وساهم في صعود الفريق إلى الدوري الممتاز في عام 2001 لأول مرة في تاريخه.

### نادي بيرنلي
بعد ذلك انتقل بابادوبولوس إلى نادي بيرنلي في إنجلترا، مقابل مبلغ قدره 500000 يورو. بقي في النادي لمدة موسمين. في يوليو 2003، باعه نادي بيرنلي إلى نادي باناثينايكوس مقابل 200,000 يورو.

### باناثينايكوس
تألق بابادوبولوس في أول موسم مع نادي باناثينايكوس ليصبح هدافاً بعد أن سجل 17 هدفا في 26 مباراة.
حصل في هذا الموسم على لقب أفضل لاعب في الدوري وشارك مع منتخب بلاده في بطولة أمم أوروبا عام 2004 حيث تمكنت اليونان من الفوز بالبطولة. لعب في مباراة ضد منتخب روسيا. كما شارك مع المنتخب اليوناني الأولمبي لكرة القدم خلال دورة الألعاب الأولمبية في أثينا عام 2004.

### نادي ليتشي
في 13 تشرين الثاني / نوفمبر 2008 في دوري الدرجة الأولى الإيطالي أعلن نادي ليتشي الإيطالي عن توقيع عقد مع اللاعب بابادوبولوس في صفقة انتقال حر.
لعب في الدوري الإيطالي لأول مرة مع نادي ليتشي في 18 كانون الثاني / يناير 2009 في مباراة الإياب في استاد فيا ديل ماري ضد نادي جنوى حيث دخل بديلا عن اللاعب جياني موناري في وقت متأخر من المباراة. وسجل أول هدف له في دوري الدرجة الأولى الإيطالي في 19 نيسان / أبريل ضد نادي روما في ملعب أولمبيكو.

### دينامو زغرب
في 26 حزيران / يونيو 2009 وقع عقداً لمدة ثلاث سنوات بقيمة 650.000 يورو سنويا مع النادي الكرواتي دينامو زغرب. وسجل أهدافاً ساعدت النادي للفوز في الدوري الكرواتي.

### سيلتا فيغو
في 22 يناير عام 2010، بابادوبولوس وقعت عقدا مع سيلتا فيغو حتى نهاية الموسم. بدأت الأمور بصورة جيدة بالنسبة له ولكن في أواخر أبريل أصيب ولم يتمكن من اللعب بشكل منتظم.

### ليفادياكوس
في يناير عام 2012، انتقل بابادوبولوس على سبيل الإعارة إلى نادي ليفادياكوس في الدوري الممتاز اليوناني, لكنه فشل في تسجيل أي أهداف على الرغم من أن فريقه حصل على المركز السابع.

### نادي أتروميتوس
بعد موسم رائع في صيف عام 2013 وقع عقداً لمدة عامين مع نادي أتروميتوس، وسجل أول هدف له مع النادي في 17 أغسطس 2013 في المباراة التي انتهت بالتعادل 2-2 ضد نادي إيرغوتيليس.

### نادي باوك
في 29 أغسطس 2014 وقعت عقداً مع نادي باوك لمدة سنة واحدة.

### نادي أستيراس تريبوليس
في 8 سبتمبر 2015 وقع بابادوبولوس عقداً مع نادي أستيراس تريبوليس مقابل رسوم لم يكشف عنه.

### نادي أتروميتوس2
في 21 يناير 2016 وقع عقداً مع فريقه السابق نادي أتروميتوس حتى صيف عام 2017 مقابل رسوم لم يكشف عنها.

### نادي بانيتوليكوس
في 1 فبراير 2017 وقع عقدًا لمدة ستة أشهر مع نادي بانيتوليكوس. في ذلك اليوم بالذات، كان لديه أول جلسة تدريب مع فريقه الجديد.

## الانجازات

### مع الأندية
باناثينايكوس
- الدوري اليوناني: 2003-04.
- كأس اليونان: 2003-04.

دينامو زغرب
- الدوري الكرواتي الممتاز: 2009-10.

### الدولية
اليونان
- بطولة كأس أوروبا: 2004.

### الفردية
- لاعب العام في الدوري اليوناني الممتاز: 2003-04

## الاعتزال
في 23 سبتمبر 2017 أعلن بابادوبولوس رسمياً اعتزاله كرة القدم.

## روابط خارجية
- ديميتريس بابادوبولوس على موقع الاتحاد الدولي (مؤرشف)  (الإنجليزية)
- ديميتريس بابادوبولوس على موقع قاعدة بيانات كرة القدم.إي يو (الإنجليزية)
- ديميتريس بابادوبولوس على موقع ناشيونال فوتبول تيمز (الإنجليزية)
- ديميتريس بابادوبولوس على موقع Soccerbase.com (لاعب) (الإنجليزية)
- ديميتريس بابادوبولوس على موقع Soccerway.com (الإنجليزية)
- ديميتريس بابادوبولوس على موقع أوليمبيديا (الإنجليزية)